# Victor de Riquet de Caraman
Victor Marie Joseph Louis Riquet de Caraman (Parijs, 6 oktober 1786 - Constantine, 26 oktober 1837) was een Frans edelman (markies) en generaal.

## Familie
Victor was een kleinzoon van Victor Maurice Riquet de Caraman-Chimay (1727-1807), vierde graaf van Caraman, Frans luitenant-generaal en ambassadeur, en van Marie Anne Gabrielle Josèphe Xavier de Hénin-Liétard (1728-1800), prinses van Chimay. Hij was een zoon van Louis Charles Victor de Caraman-Chimay (Parijs, 24 december 1762 - Montpellier, 25 december 1839), Frans militair en politicus op het einde van de achttiende en het begin van de negentiende eeuw en in 1785 in Everberg getrouwd met Josèphe Léopoldine Ghislaine de Merode-Westerloo (1765-1824). Charles-Victor werd in 1828 de eerste hertog van Caraman. Victor zou hem in deze titel niet opvolgen, aangezien hij twee jaar voor zijn vader overleed.
Victor trouwde in Parijs in 1810 met zijn nicht Marie Anne-Gabrielle Riquet de Caraman (1792-1823). Hij trouwde een tweede maal in 1827 met Antoinette-Alexandrine de Galard de Brassac de Béarn (1803-1876).
Uit het eerste huwelijk had hij:
- Victor Antoine Charles, tweede hertog van Caraman (1811-1868), die trouwde met Victurnienne Louise de Balbes Berton de Crillon.
- Rosalie de Riquet de Caraman (1814-1872), die trouwde met haar neef Michel Gabriel de Riquet (1810-1865), graaf van Caraman en Chimay, vleugeladjudant van de prins van Oranje. Deze familietak is in 1973 uitgedoofd in de mannelijke lijn.

## Levensloop
Victor was nog een kind tijdens de revolutiejaren en kon zich, eenmaal volwassen, aansluiten bij het Franse leger onder het keizerrijk. Hij klom op tot de graad van generaal. Hij werd ook ordonnansofficier van de keizer.
In 1814 werd hij opgenomen in de empireadel met de titel baron. Na de terugkeer van Lodewijk XVIII kon hij zijn vroegere titel van markies van Caraman weer opnemen. Hij voerde verder militaire commando's. Hij leidde troepen in Algerije en bezweek in Constantine tijdens een cholera-epidemie.

## Publicaties
- Essai sur l'organisation militaire de la Prusse, 1831.
- Réflexions sur l'emploi de la cavalerie dans les batailles, 1835.